# 5 loddrett
5 loddrett är en norsk svartvit långfilm från 1959 i regi av Nils-Reinhardt Christensen. I rollerna ses bland andra Henki Kolstad, Nanna Stenersen och Ingerid Vardund.

## Handling
Knut och Randi har tre barn och är inkvarterade hos en sträng gammal överste. Knut har ett grammofonbolag som har den populära kabaretsångaren Anita Daae i sitt stall. Knut attraheras av henne vilket får Randi att vidta förändringar, allt för att vinna tillbaka honom.

## Rollista
- Henki Kolstad – Knut Jespersen, inspelningschef
- Nanna Stenersen – fru Randi Jespersen
- Ingerid Vardund – Anita Daae, kabaretsångare
- Carsten Winger – Åge Møller, butiksföreståndare
- Tore Foss – Colonel Falkenberg, husvärden
- Knut M. Hansson – Hans Falkenberg, arkitekt
- Joachim Holst-Jensen – herr Backer, direktör
- Jon Heggedal – Odd Jespersen, son
- Trulte Heide Steen – Mette Jespersen, dotter
- Elisabeth Hald – 'Tullemor' Jespersen, dotter
- Ingrid Øvre Wiik – fröken Lyng, kassörska
- Øivind Bergh – dirigent
- Odd Borg – Åkerbø, sångare
- Sverre Wilberg – hovmästaren
- Frithjof Fearnley – Pidden
- Per Skift – Jens
- Ulf Wengård – rocksångare
- Egil Åsman – rocksångare
- Egil Lorck – arg kund
- Kari Simonsen – ung testsångare
- Helge Reiss – försäljare
- Liv Uchermann Selmer – husa
- Ingeborg Cook – ambitiös mor

## Om filmen
5 loddrett producerades av Concord Film AS med Jack Hald som produktionsledare. Den regisserades av Nils-Reinhardt Christensen som hans andra film efter debuten med Selv om de er små (1957). Christensen skrev även manus tillsammans med huvudrollsinnehavaren Henki Kolstad, baserat på en manusidé av Lillebil Nordrum. Filmen spelades in med Sverre Bergli som fotograf och klipptes samman av Olav Engebretsen. Musiken komponerades av Egil Monn-Iversen. Filmen hade premiär den 17 augusti 1959 i Norge.